# كاودرون جي.3
كاودرون جي.3 (بالإنجليزية: Caudron G.3)‏ كانت طائرة ثنائية السطح بمحرك واحد، فرنسية الصنع من إنتاج كاودرون، استخدمت على نطاق واسع في الحرب العالمية الأولى كطائرة استطلاع وتدريب.

## المشغلون
الأرجنتينسلاح الجو الأرجنتيني
 أستراليا
- Mesopotamian Half Flight

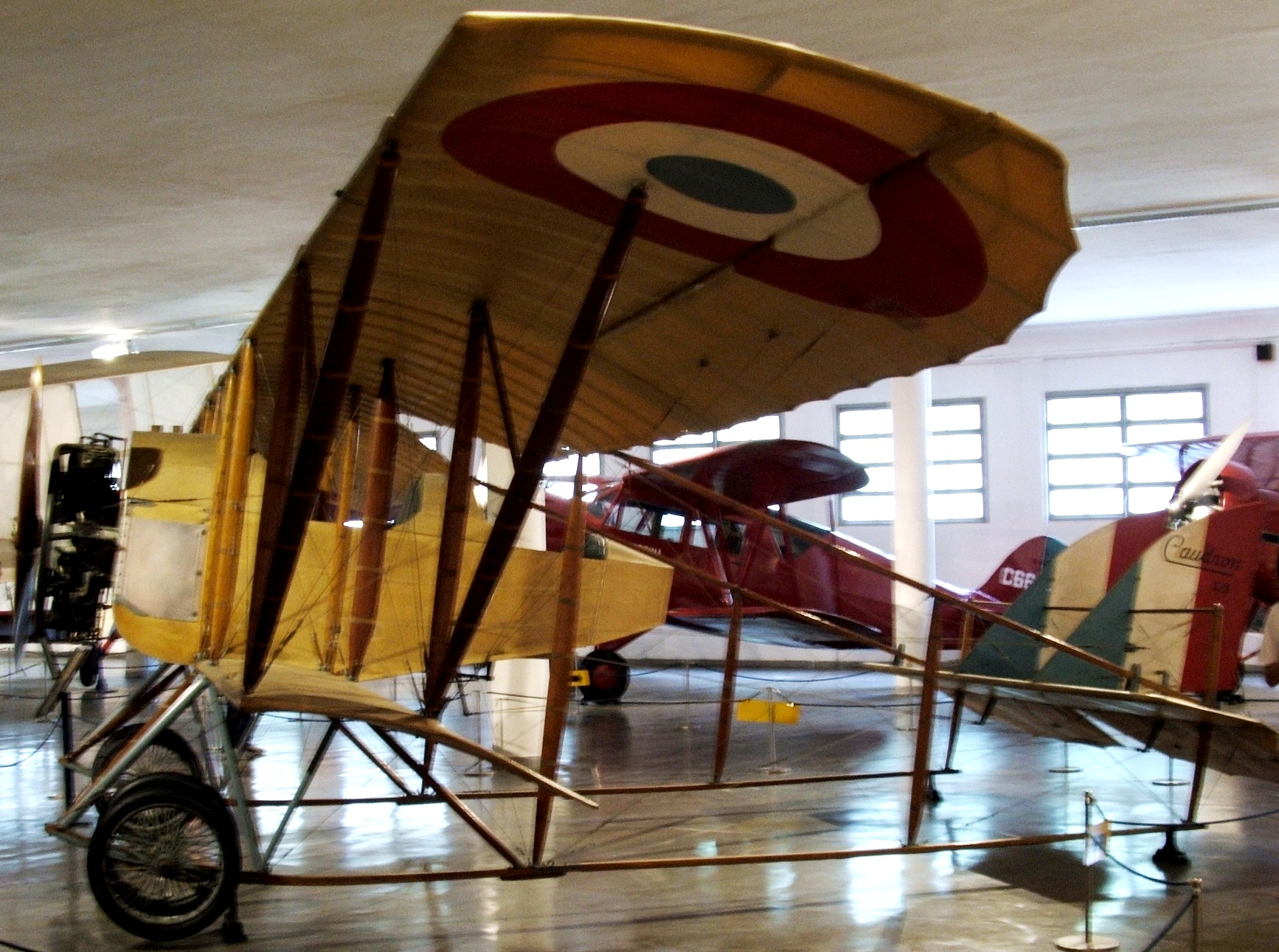
Caudron G3 in the Airspace Museum (Museu Aeroespacial) in ريو دي جانيرو.

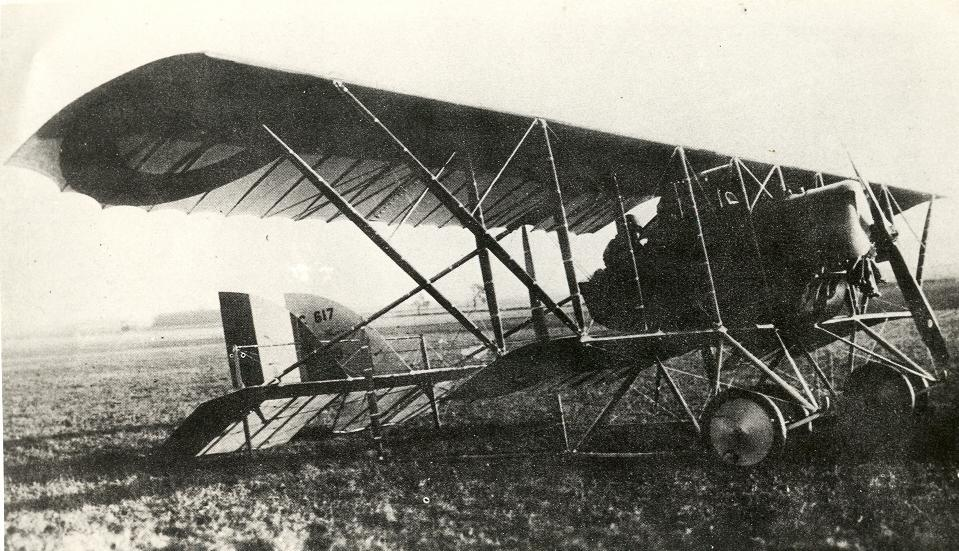
Caudron G-III E-2, one of the first aircraft of the القوات الجوية الكولومبية.

- Central Flying School AFC at بوينت كوك.

 بلجيكاالقوات الجوية البلجيكية
 البرازيل
- القوات الجوية البرازيلية

 الصين
- القوات الجوية التايوانية

 كولومبياالقوات الجوية الكولومبية – Three aircraft became Colombia's first military aircraft.
 الدنماركالقوات الجوية الملكية الدنماركية
 السلفادورAir Force of El Salvador – Three aircraft.
 فنلنداالقوات الجوية الفنلندية – 12 from France in 1920, six built in Finland by Santahaminan ilmailutelakka ‏ from 1921 to 1923. One from Flyg Aktiebolaget in 1923. Withdrawn 1924. Nicknamed توت عنخ آمون.
 فرنسا

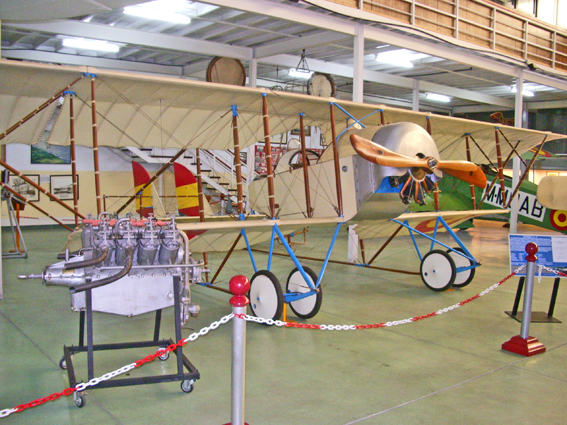
Caudron G.3 replica in "Museo del Aire", مدريد.

- القوات الجوية الفرنسية – Operated by 38 escadrilles.[1]

 اليونانالقوات الجوية اليونانية
 غواتيمالا
- Guatemalan Air Force

 هندوراسHonduran Air Force
 Kingdom of Italy
- Corpo Aeronautico Militare

 اليابان
- القوات الجوية للجيش الإمبراطوري الياباني

 بيرو
- القوات الجوية البيروفية – One aircraft only.

 البرتغالسلاح الجو البرتغالي
 بولنداالقوات الجوية البولندية
 رومانياالقوات الجوية الملكية الرومانية
 روسياالقوات الجوية الإمبراطورية الروسية
 صربيا
- القوات الجوية الصربية

 إسبانيا
- القوات الجوية الإسبانية – Eighteen bought in 1919 for training at خيتافي، إشبيلية and لوس ألكاثاريس, replaced by أفرو 504Ks in 1924.

 الاتحاد السوفيتيالقوات الجوية السوفيتية – ex-Imperial Russian Air Force.
 تركياالقوات الجوية التركية – Postwar.
 المملكة المتحدة
- الفيلق الجوي الملكي
  - No. 1 Squadron RFC  [لغات أخرى]‏
  - No. 4 Squadron RFC  [لغات أخرى]‏
  - No. 5 Squadron RFC  [لغات أخرى]‏
  - No. 19 Squadron RFC  [لغات أخرى]‏
  - No. 23 Squadron RFC  [لغات أخرى]‏
  - No. 25 Squadron RFC  [لغات أخرى]‏
  - No. 29 Squadron RFC  [لغات أخرى]‏

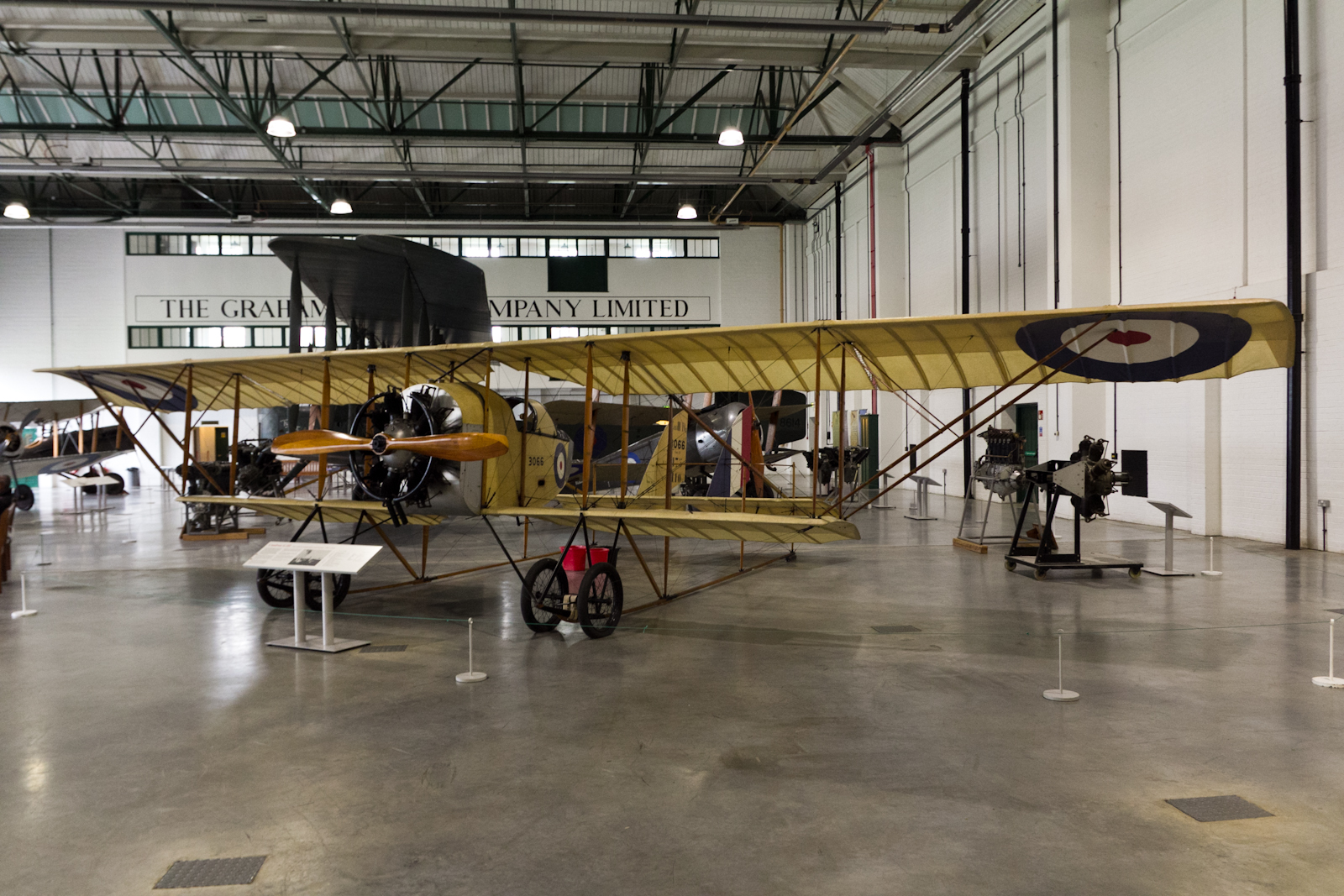
Caudron G.3 at the Royal Air Force Museum London

- Royal Naval Air Service – operated 140 primarily as trainers[3]

 الولايات المتحدة
- American Expeditionary Force
- United States Army Air Service

 فنزويلاسلاح الجو الفنزويلي

## مواصفات (G.3)

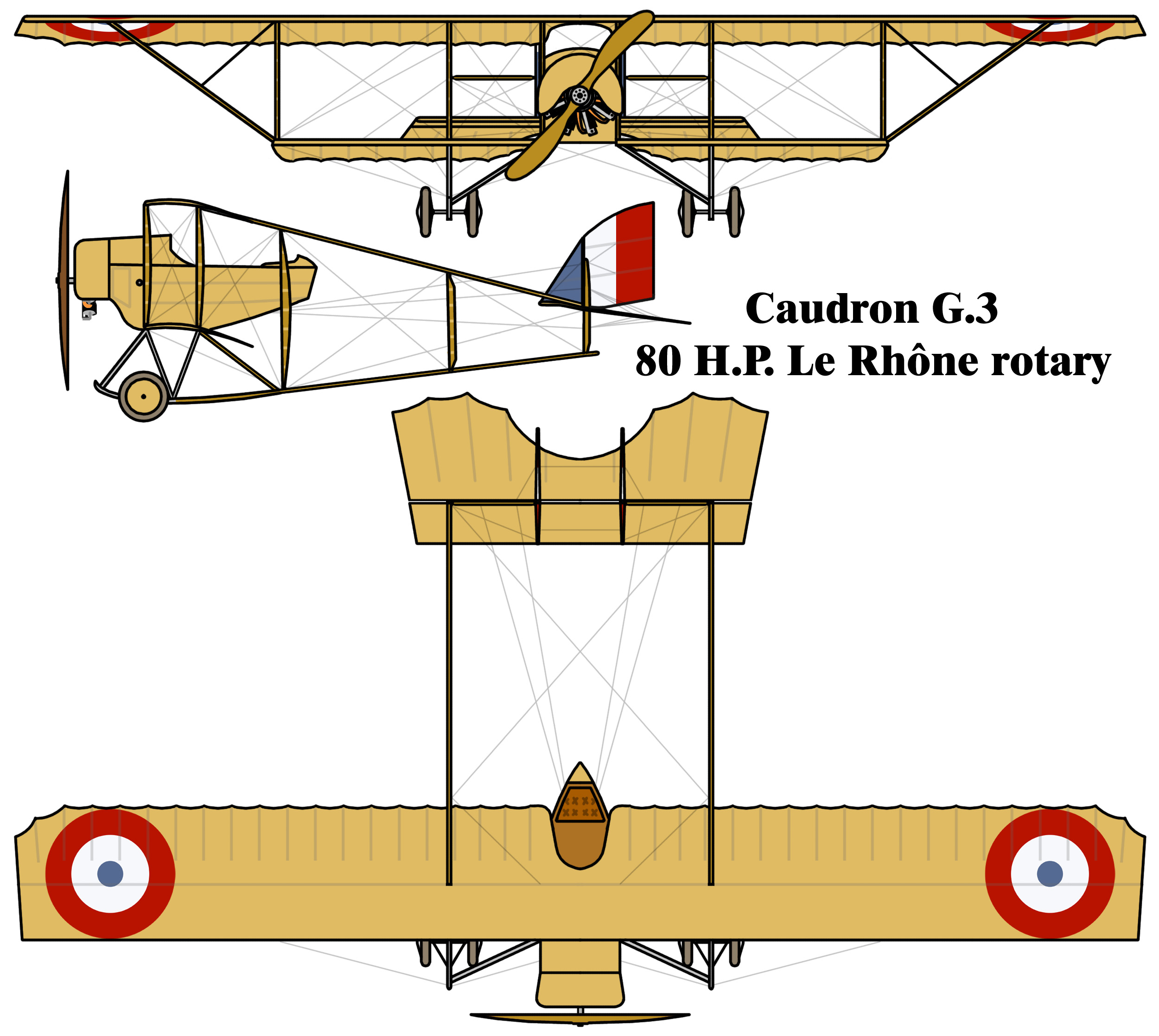
Caudron G.3 drawing

البيانات من Suomen ilmavoimien lentokoneet
الخصائص العامة
- الطاقم: 1
- الطول: 6.40 m (21 ft 0 in)
- باع الجناح: 13.40 m (44 ft 0 in)
- الارتفاع: 2.50 m (8 ft 3 in)
- مساحة الجناح : 27.00 m² (290 ft²)
- الوزن فارغة: 420 kg (933 lb)
- وزن الإقلاع الأقصى: 710 kg (1,577 lb)
- محرك الطائرة: 1 × Le Rhône 9C rotary, 60 kW (80 hp)

الأداء
- السرعة القصوى: 106 km/h (57 kn, 68 mph)
- سقف الخدمة: 4,300 m [4] (14,110 ft)

التسليح

## وصلات خارجية
- Caudron G3 (airminded.net)
- RAF Museum
- Old Rhinebeck Aerodrome's Caudron G.III page